# Gratangen
Gratangen est une kommune de Norvège. Elle est située dans le comté de Troms.

## Géographie
La commune de Gratangen entoure le Fjord de Gratangen (Gratangsfjorden). Ce fjord long de 23 km et large de 1 à 2 km est un bras de l'Astafjorden.  

## Localités
- Åkeneset (68° 42′ 11″ N, 17° 28′ 59″ E)
- Årstein (68° 41′ 25″ N, 17° 32′ 32″ E)
- Elvenes (68° 40′ 18″ N, 17° 39′ 45″ E)
- Fjordbotn (68° 40′ 15″ N, 17° 42′ 57″ E)
- Fjordbotnmarka / Skuhppi (68° 39′ 48″ N, 17° 45′ 43″ E)
- Foldvik (68° 41′ 33″ N, 17° 25′ 30″ E)
- Hesjeberg (68° 43′ 47″ N, 17° 28′ 11″ E)
- Hilleshamn (68° 43′ 59″ N, 17° 16′ 12″ E)
- Laberg (68° 40′ 33″ N, 17° 30′ 25″ E)
- Lavik (68° 44′ 38″ N, 17° 25′ 59″ E)
- Myrlandshaugen (68° 46′ 24″ N, 17° 16′ 43″ E)
- Øse (68° 37′ 17″ N, 17° 39′ 02″ E)
- Selnes (68° 48′ 49″ N, 17° 25′ 06″ E)

## Quelques vues de Gratangen

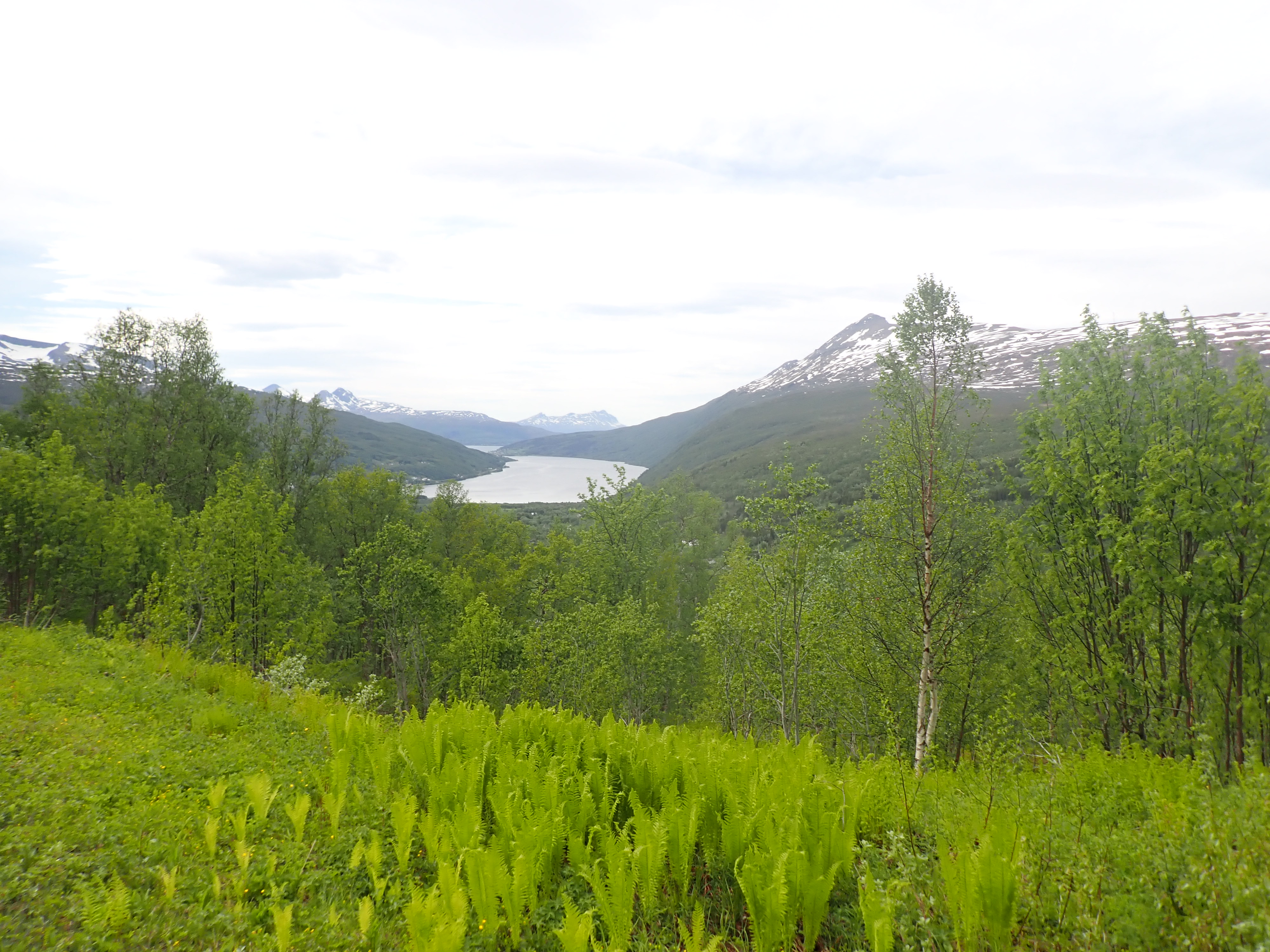
Vue du fjord depuis la E6 au Sud de Gratangsbotn.